# 7P/Pons–Winnecke
7P/Pons–Winnecke (também conhecido como Cometa Pons–Winnecke) é um cometa periódico da família Júpiter com uma órbita de seis anos. Os primeiros cálculos para a aparição de 1921 sugeriram que a órbita do cometa poderia colidir com a Terra em junho, mas observações em 10 de abril descartaram um impacto. Ele fez uma aproximação muito próxima da Terra em junho de 1927. A migração para fora do periélio criou chuvas de meteoros em 1916, 1921 e 1927. 
A próxima passagem do periélio é 27 de maio de 2021, quando o cometa terá um alongamento solar de 107 graus em aproximadamente magnitude aparente 11.  Passou 044 AU (6,600×106 km)   da Terra em 12 de junho de 2021.
O último periélio foi em 30 de janeiro de 2015,  e no periélio de 2015 teve um alongamento solar de 24 graus. 
Jean Louis Pons (Marselha) descobriu originalmente o cometa em 12 de junho de 1819, mais tarde foi redescoberto por Friedrich August Theodor Winnecke (Bonn) em 9 de março de 1858. É o corpo pai dos Bootids de junho do final de junho.
7P tem um período orbital de 6,37 anos. Tem um periélio de 1,3  AUe um afélio de 5,6 AU (além da órbita de Júpiter). Passou em 004 AU (600×106 km; 1,600 LD) da Terra em junho de 1927, e 0.1 AU (15×106 km) em 1939; mas não chegará tão perto no século 21. Uma aproximação próxima de Júpiter em julho de 2037 reduzirá o periélio de volta para 0,982 UA.
O núcleo do cometa é estimado em cerca de 5,2 quilômetros de diâmetro. 

## Exploração proposta
O Jet Propulsion Laboratory propôs um sobrevoo do cometa com um voo de reserva da Mariner 4 com a aproximação mais próxima ocorrendo em 1969. A sonda foi usada para um sobrevoo de Vênus como Mariner 5.